# Gerakan Pramuka
Gerakan Pramuka Indonesia (Indonéské skautské hnutí) je národní skautská organizace v Indonésii. Skauting vznikl v Nizozemské východní Indii roku 1912, členem Světové organizace skautského hnutí se indonéská organizace stala v roce 1953. V roce 2011 měla Gerakan Pramuka 17 103 793 členů (tj. asi 7,3 % obyvatelstva), což z ní dělá největší skautskou organisaci světa. Každý rok je 14. srpen slaven jako Den Pramuka na počest její první veřejné přehlídky.
Název Pramuka byl odvozen od zkratky v sanskrtu „Praja muda karana“, což lze přeložit jako „mladí lidé ochotni pracovat“.